# Liste der Kulturdenkmale in Sassenheim
In der Liste der Kulturdenkmale in Sassenheim sind alle Kulturdenkmale der luxemburgischen Gemeinde Sassenheim aufgeführt (Stand: 17. September 2022).

## Kulturdenkmale nach Ortsteil

### Beles
| Bild           | Bezeichnung                 | Lage                                  | Beschreibung | Stufe | Eingetragen seit |
| -------------- | --------------------------- | ------------------------------------- | --- | ----- | ---------------- |
| Weitere Bilder | Kirche Christi Auferstehung | rue Aloyse Meyer/rue Sigefroi (Karte) | Die Auferstehungskirche wurde 1969 bis 1971 nach Plänen des Schweizer Architekten Hermann Baur erbaut. Die meisten Objekte im Inneren der Kirche stammen vom Tessiner Künstler Pierino Selmoni, darunter der Altar, der Taufstein und das Altarkreuz. Das Bronzerelief mit dem auferstandenen Christus stammt von dem deutschen Künstler Elmar Hillebrand. Im Jahr 2020 wurde die Kirche entweiht. Das trutzige Betongebäude wurde polygonal angelegt und besitzt einen freistehenden Glockenturm. | PCN   | 14. Juli 2022    |

### Sassenheim
| Bild           | Bezeichnung                                                | Lage                                                                      | Beschreibung | Stufe | Eingetragen seit |
| -------------- | ---------------------------------------------------------- | ------------------------------------------------------------------------- | --- | ----- | ---------------- |
| Weitere Bilder | Schloss Sassenheim mit Kapelle und Park                    | rue de Château (Karte)                                                    | Das heutige Schloss geht auf eine Wasserburg aus dem Mittelalter zurück. Erhalten sind der quadratische Grundriss und der Wassergraben. Die Wasserburg wurde um 1270 auf den Grundmauern eines befestigten Hofgutes erbaut. Übernommen wurde der quadratische Turm. Im Laufe der Jahrhunderte wurde sie mehrfach zerstört und wieder aufgebaut, sodass von der ursprünglichen Burg wohl nichts erhalten geblieben ist. Das heutige Schloss stammt mit Ausnahme der Nebengebäude aus der Zeit um 1700. Im 18. Jahrhundert wurde der Schlosspark in seiner heutigen Form angelegt. Im Jahr 1753 verkauften die direkten Nachkommen der mittelalterlichen Herren das Schloss an Baron Arnold Franz von Tornaco, in dessen Familienbesitz es rund 200 Jahre blieb. Im Jahr 1950 verkaufte die Familie das Schloss an die Gemeinde Esch an der Alzette, die dort rund 50 Jahre ein Kinderheim betrieb. Im Jahr 1985 kaufte der luxemburgische Staat das gesamte Anwesen und sanierte es ab Ende der 1990er Jahre. Zwischen 2002 und 2016 hatte das Centre Virtuel de la Connaissance sur l’Europe (CVCE) seinen Sitz im Schloss, seitdem steht es leer. Im September 2021 wurde bekannt gegeben, dass im Schloss eine Hotelfachschule eröffnet wird. | PCN   | 8. März 1971     |
| Kopfweiden     | Kopfweiden                                                 | rechts und links der rue Soleuvre („im Brill“ und „in Scherleck“) (Karte) | | PCN   | 18. Mai 2007     |
| Weitere Bilder | Kirche Ste-Catherine mit Kapelle und Familiengruft Tornaco | rue de l’Église (Karte)                                                   | An den Chor der ersten Kirche wurde 1636 eine Kapelle angebaut. In dieser befindet sich ein Grabdenkmal im Stil der Renaissance, das Johannes Jacob von Daun um 1630 für seinen Vater errichten ließ. In der Kapelle befindet sich auch ein Altar, der 1761 aus der abgebrannten Kapelle des Sassenheimer Schlosses in die Kirche überführt wurde. Mindestens vier Mitglieder der Grafen von Tornaco sind in der Grafenkapelle bestattet. Die heutige Kirche wurde in den 1730er Jahren an den gotischen Chor angebaut. Im Jahr 1766 wurde der Glockenturm errichtet. | PCN   | 5. März 2021     |

### Zolwer
| Bild                      | Bezeichnung               | Lage                | Beschreibung | Stufe | Eingetragen seit |
| ------------------------- | ------------------------- | ------------------- | --- | ----- | ---------------- |
| Kopfweiden                | Kopfweiden                | Scheierhaff (Karte) | | PCN   | 18. Mai 2007     |
| Platz der ehemaligen Burg | Platz der ehemaligen Burg | Zolwerknapp (Karte) | Die Burg Zolwer wird erstmals im Codex aureus Epternacensis erwähnt. Im Jahr 1145 wurde Burg Zolwer von Erzbischof Adalbero im Rahmen seines Krieges gegen Heinrich IV. eingenommen und zerstört. Die Burg wurde kurz darauf mit einer massiven Ringmauer mit einem Hauptturm wieder aufgebaut. Während des Krieges zwischen Kaiser Karl V. und König Heinrich II. von Frankreich wurde die Festung Zolwer dem 1552 zerstört und nicht wieder aufgebaut. Seit 1931 ist der Burghügel in staatlichem Besitz. | PCN   | 8. Dezember 1982 |

Legende: PCN – Immeubles et objets bénéficiant des effets de classement comme patrimoine culturel national; IS – Immeubles et objets inscrits à l’inventaire supplémentaire

## Quelle
- Liste des immeubles et objets beneficiant d’une protection nationales, Nationales Institut für das gebaute Erbe, Fassung vom 12. September 2022, S. 113 f. (PDF)

- Karte mit allen Koordinaten:
- OSM |
- WikiMap